# Maximilian Schnaus
Maximilian Schnaus (* 1986 in Bad Neustadt an der Saale) ist ein deutscher Komponist, Organist und Kirchenmusiker.

## Leben
Maximilian Schnaus studierte Kirchenmusik und Orgel in Hannover und Amsterdam bei Pier Damiano Peretti und Jacques van Oortmerssen. Er erhielt Stipendien der Yehudi-Menuhin-Stiftung und der Studienstiftung des deutschen Volkes und legte in der Klasse von Leo van Doeselaar an der Universität der Künste Berlin sein Konzertexamen mit Auszeichnung ab. Er realisierte Uraufführungen u. a. von Albert Breier, Philipp Maintz, Dominik Susteck und Hyunwha Cho.
Maximilian Schnaus ist Preisträger verschiedener Kompositions- und Orgelwettbewerbe, u. a. gewann er den Paul-Hindemith-Preis des Schleswig-Holstein-Musikfestivals, den internationalen Orgelwettbewerb für Zeitgenössische Musik am Berner Münster und wurde Artist in Residence der Stiftung Kunst und Musik in Dresden.
Er war bei verschiedenen Festivals zu Gast, etwa dem Festival „Mixturen“ in Sankt Peter in Köln und „Spring Pipes“ an der neuen Experimentalorgel in St. Martin in Kassel, und konzertierte in zahlreichen Kirchen und Konzertsälen in verschiedenen Ländern Europas und Asiens.
Maximilian Schnaus ist seit 2013 Kirchenmusiker der Kirchengemeinde am Weinberg in Berlin-Prenzlauer Berg und in dieser Funktion mitverantwortlich für die Planung der neuen Orgel der dortigen Zionskirche.

## Werke (Auswahl)

### Orgel
- Rhapsodie (2007), UA: Martin Lücker, Marienkirche Hanau[4]
- Dyas (2008), UA: Martin Lücker, Katharinenkirche Frankfurt am Main[4]
- Fuge (psychogen) (2012), UA: Una Cintina, Bovenkerk Kampen[4]
- Come sweetest death (2013), UA: Iveta Apkalna, St. Jacobi Lübeck[4]
- What is it like to be a bat – Scherzo (2014), UA: Ines Schüttengruber, St. Bavo Haarlem[4]
- Hymnus pro hodierno mundo et adveniente (2020), UA: Wolfgang Kogert, Stephansdom Wien[4]
- Simultanmusik (2021), UA: Maximilian Schnaus, St. Nicolai Potsdam[4]
- signals (from remote territories) (2023), UA: Christian Schmitt, Tonhalle Zürich[4]
- Strata, Interferenzen (2023), UA: Leo van Doeselaar, St. Marien Berlin[4]

### Klavier
- piece (2015), UA: Francesco Piemontesi, Kennedy Center Washington, D.C.[4]
- transparency study (2018), UA: Francesco Piemontesi, Schloss Reinbek[4]

### Kammermusik
- What is it like to be a bat (2013), UA: Das neue Ensemble, Musik21 Festival Hannover[4]
- O Phantasma (2015), UA: Katharina Deserno, Martin Lücker, Katharinenkirche Frankfurt am Main[4]
- Aeterne Rerum Conditor (2022), UA: Carl-von-Ossietzky-Chor, Berit Kramer, Kaiser-Wilhelm-Gedächtniskirche Berlin[4]

### Vokal
- Heterophonie (2011), UA: Hilliard Ensemble, Neustädter Hof- und Stadtkirche Hannover[4]
- Litanei (2016), UA: Collegium Vocale Hannover, Florian Lohmann, Kloster Loccum[4]
- Sanctus (2018), UA: Dresdner Kammerchor, Hans-Christoph Rademann, Festspielhaus Hellerau, Dresden[4]